# Центральнотаврский жестовый язык
Центральнотаврский жестовый язык (англ. Central Taurus Sign Language, CTSL) — деревенский жестовый язык, который сформировался в трёх деревнях в районе хребта Центральный Тавр в Турции.
Для трёх деревень, в которых используется центральнотаврский жестовый язык, характерна высокая доля жителей с наследственной рецессивной глухотой. В 2018 году в одной из деревень неслышащими были 15 человек из 326 (4,6 %), в другой — 14 из 1955 (0,7 %), в третьей — 1 из 182 (0,5 %). Глухота сохраняется в обществе из-за распространённости браков между родственниками. До конца XX века в регионе не было принято отправлять детей на учёбу в другие города, поскольку они помогали семье вести сельское хозяйство. Образование получали только слышащие дети в местной сельской начальной школе. Дети с нарушениями слуха до начала XXI века не обучались вовсе и потому не осваивали распространённый в Турции турецкий жестовый язык. Большое число неслышащих людей в сообществе и недоступность образования для глухих привели к возникновению нового средства общения — жестового языка Центрального Тавра.
Глухие люди в сообществе не подвержены стигматизации и полноценно интегрированы в деревенскую жизнь: они вовлечены во все общественные собрания, свободны в выборе супругов, работают наравне со слышащими. Дети без нарушений слуха часто осваивают центральнотаврский жестовый язык для общения с неслышащими родственниками.
Центральнотаврский жестовый язык — изолированный язык, он не является родственным ни турецкому жестовому языку, ни мардинскому семейному жестовому языку.
Зарождение языка происходило в семидесятые годы XX века, это развивающийся язык. Сопоставление высказываний первого, второго и третьего поколений носителей центральнотаврского жестового языка показывает, что дети не просто усваивают язык родителей, но дополнительно структурируют его. Схожим образом развивались никарагуанский и ас-сайидский жестовые языки. Согласно материалам 2017 года, язык ещё не представляет собой полноценной системы, позволяющей эффективно передавать произвольные сообщения, так что собеседники нередко обращаются к импровизированным средствам, например к напоминающим пантомиму индивидуальным иконическим жестам.
В языке вырабатывается универсальная стратегия кодирования глагольных актантов: в предложениях с одним аргументом глагола преобладает структура SV; в предложениях с двухактантным глаголом молодые носители предпочитают порядок слов SOV и OSV, а также SV(o), при котором жест объекта инкорпорируется в жест глагола. Для языка третьего поколения носителей также существенна тенденция использования пространственного согласования глаголов. Некоторые стратегии позволяют передать идею взаимного действия (такого, как целовать друг друга): сопоставление левой и правой стороны собственного тела с двумя участниками описываемой ситуации, а также симметричная жестикуляция двумя руками.